# Xã North Lindsey, Quận Benton, Missouri
Xã North Lindsey (tiếng Anh: North Lindsey Township) là một xã thuộc quận Benton, tiểu bang Missouri, Hoa Kỳ. Năm 2010, dân số của xã này là 1.765 người.